# Vészhelyzet (7. évad)
Ez az oldal tartalmazza a Vészhelyzet tévésorozat 7. évadja epizódjainak listáját. Ezenfelül megtalálható a vetítés első időpontja az amerikai NBC csatornán.
| Epizód | Évad | Premier            | Tartalom |
| ------ | ---- | ------------------ | --- |
| 136    | 7x1  | 2000. október 12.  | (Homecoming / Hazai pályán): Greene műtéti beavatkozással próbál meg segíteni egy tizenéves srácon, akit egy iskolai meccsen durván felrúgtak. Műtét közben derül csak ki, hogy a fiú állapota sokkal súlyosabb annál, mint azt gondolták, mert belső sérüléseket szenvedett, s most már az életéért küzdenek az őt operáló orvosok. A fiú csapattársai és a szurkolók nagy része közben szintén a traumatológián köt ki, mert tömegverekedés tört ki, miután a társukat mentőautóval kórházba szállították. Amikor ezek a srácok megtudják, hogy a fiú akár bele is halhat a sérülésébe, őrült rombolásba kezdenek, súlyosan megsebesítve az őket csillapítani akaró Maluccit. |
| 137    | 7x2  | 2000. október 19.  | (Sand and Water / Por és hamu): Carter visszatérhet dolgozni, ha beleegyezik abba, hogy részt vegyen időszakos vizsgálatokon és állandó megfigyelés alatt tartsák egy ideig. Hozzá hasonlók társaságát keresve elmegy egy rendezvényre, amit az alkoholizmussal küszködő emberek látogatnak, ahol legnagyobb meglepetésére találkozik Abbyvel, aki maga is alkoholista volt Carter aggódó nagymamája arra kéri Johnt, hogy keressen magának másik állást, ami kevésbe megterhelő a számára. Romano meg akarja tiltani Bentonnak, hogy megoperáljon egy embert, akinek nincs társadalombiztosítása, de Benton nem vesz tudomást főnöke utasításáról. Chen végül bevallja Weavernek, hogy gyermeket vár, látva, hogy egy asszony jóval idő előtt szüli meg a gyermekét, aki pár óráig él csak. Elizabeth Greene-hez költözik, és az orvos hamarosan megkéri a kezét. |
| 138    | 7x3  | 2000. október 26.  | (Mars Attacks / Támad a Mars): Telihold van, s míg a sebészek nagy része egy konferencián vesz részt, a traumatológiát elárasztják a különösnél különösebb esetek. Romano bosszúból felfüggeszti Bentont, mert az orvos az utasításai ellenére cselekedett. Abby szívesen segítene a kollégáinak, de nem teheti, amíg nem tisztázzák a tanulmányai anyagi hátterét. Carter újra munkába áll, de Abbyhez hasonlóan őt is csak kisebb esetekkel bízzák meg, mert még nem biztosak abban, hogy bírni fogja-e a megterhelést. Az emberhiánnyal küszködő traumatológiának helyt kell állnia, amikor egyik percről a másikra minden szabad hely megtelik jelmezes sérültekkel, akikre rázuhant a dobogó egy sci-fi találkozón. Abby segít a magára maradt Kovac doktornak egy életmentő beavatkozásban, de Weaver felelősségre vonja azért, hogy megszegte a személyére vonatkozó korlátozásokat. Bár Malucci oldalát nagyon fúrja a kíváncsiság, Chen nem hajlandó elárulni, hogy ki ejtette őt teherbe. |
| 139    | 7x4  | 2000. november 2.  | (Benton Backwards / Vesszőfutás): Benton hiába keres munkát más kórházakban miután Romano felfüggesztette. Volt főnöke ugyanis gondoskodott arról, hogy sehol ne tartsanak rá igényt. Elizabeth elintézi ugyan, hogy egy Philadelphia-i kórházban befogadják, de ha Benton elvállalná ezt a munkát és oda költözne, ez feljogosítaná Carlát, az orvos volt barátnőjét, hogy átvállalja a kis Reese nevelését. Az elkeseredett Benton végül kénytelen Romano megalázó ajánlatát elfogadni, csak hogy Chicagóban maradhasson. Weaver egyre nagyobb teret enged Carternek, akit még mindig frusztrálnak a korlátozások, bár maga is érzi, hogy komoly lelki kihívások várnak rá munkája során. Egy nő például a szeme láttára lő agyon egy sebesült férfit, akit pár perccel a merénylet előtt sikerült megmentenie. Chen elhamarkodott ígéretet tesz egy halálos beteg gyermekéért aggódó anyának, és nem sokkal később el kell ismernie, hogy hiú reményeket ébresztett az asszonyban. Kovac és Abby első randevúja rosszul végződik. |
| 140    | 7x5  | 2000. november 9.  | (Flight of Fancy / Szelek szárnyán): Kovac mindenáron utána akar járni annak, hogy ki volt az a férfi, aki rájuk támadt és akinek a halálát okozta. Weaver szabadnapos, Greene pedig egy helikopterrel elindul, hogy megmentsen egy súlyosan szívbeteg embert, így Romano Bentont nevezi ki ügyeletes főorvossá. Greene a távoli Indiana államból visszaindul a Tom Coggins nevű beteggel, de útközben meghibásodik a helikopter, és kénytelenek kényszerleszállást végrehajtani, aminek során a pilóta megsebesül. Carter egy egyszerű vágott sebbel kezel egy fiatal srácot, akinek a nagymamája figyelmezteti az orvost, hogy a fiú HIV-pozitív, csak nem tud róla, mert eltitkolták előle. A felháborodott Carter elmondja a srácnak az igazságot, és hamarosan annak barátnőjéről is kiderül, hogy fertőzött. Benton Carlának önti ki a szívét, aki bevallja, hogy mindig az hiányzott neki, hogy a férfi megnyíljon előtte. |
| 141    | 7x6  | 2000. november 16. | (The Visit / Váratlan látogatás): Abby kétségbeesik, amikor meglátogatja őt a kórházban kissé különc mamája, bár az idős hölgy egyik pillanatról a másikra elbűvöli az egész személyzetet. Malucci dagad a büszkeségtől, amikor Greene és Corday megengedik neki, hogy ő operálja egy lövöldözés súlyosan sérült áldozatát, akiről később kiderül, hogy Benton doktor unokaöccse, Jesse. Benton amint értesül a hírről, a műtőbe rohan, ahol Malucci mit sem sejtve rosszindulatú megjegyzéseket tesz az áldozatról, mire az orvos egyszerűen ellöki a műtőasztaltól és átveszi az irányítást. Bármennyire is igyekszik azonban, Jesse életét nem tudja megmenteni, és amikor Malucci elnézést akar kérni tőle a viselkedéséért, nem tud uralkodni az érzelmein. Greene és Corday egy romantikus hétvégére készülnek, ezért minél előbb szeretnék befejezni a műszakjukat, azonban egy betege állapotának rosszabbra fordulása miatt Elisabeth-nek éjjel vissza kell mennie a kórházba. |
| 142    | 7x7  | 2000. november 23. | (Rescue Me / Menekülés): Greene és Corday már nagyon várják életük első közös hálaadás napi vacsoráját új otthonukban, ám örömük nem lehet teljes: Romano felelősségre vonja Cordayt a szörfös betegével kapcsolatos súlyos hibája miatt, Greene-ről pedig egy vizsgálat során kiderül, hogy agydaganata van. Abby édesanyja, Maggie nem hajlandó visszatérni Floridába, hanem tüntetőleg beköltözik a kórház várótermébe, és onnan figyeli, ahogy a lánya dolgozik, míg végül Abby kénytelen vendégül látni őt az ünnepen. Carter végrehajt egy kockázatos beavatkozást, aminek a segítségével a betegről kiderül, hogy egy vérrög okozta a rosszulléteit. Egy rossz helyen meggyújtott cigaretta robbanást okoz, és a tűzoltók kiürítik az egész traumatológiát. Greene nagyon boldog, amikor megtudja, hogy Elizabeth kisbabát vár, és egyszerűen nem tudja neki megmondani, hogy súlyosan beteg. Weaver rádöbben, hogy különös vonzalmat érez egy barátnője iránt. |
| 143    | 7x8  | 2000. december 7.  | (The Dance We Do / Ördögi kör): Abby édesanyja egyre rosszabb lelkiállapotba a kerül, és amikor Abby beviszi a kórházba, megszökik a pszichológiai kezelés elől. Cordayt feljelentik, mert egyik betege a műtétet követően megbénult. Benton rábeszéli unokaöccse barátnőjét, hogy árulja el a rendőrségnek, ki volt Jesse gyilkosa. Greene megtudja, hogy agydaganata rosszindulatú, nem operálható és meg vannak számlálva a napjai, ha nem kap azonnal megfelelő kezelést. |
| 144    | 7x9  | 2000. december 14. | (The Greatest of Gifts / A legnagyobb ajándék): A zord időjárás bőségesen ellátja munkával a sürgősségi osztályt, s az ügyeletes Carter jóval a műszak lejárta után sem tud pihenni. Éppen aludni térne, amikor megérkezik Chen, aki a segítségét kéri egy szülés levezetéséhez. Az örökbefogadó szülők, akik a baba érkezését lesik, izgatottan várják a nagy pillanatot, és Chen, aki jó előre elrendezte gyermeke sorsát, nehéz perceket él át, amikor szembesülnie kell döntésével. A holtfáradt Carter, aki még ezek után sem térhet haza, mert egy baleset áldozatai újból megtöltik a kezelőket, megint a gyógyszereknél keresne enyhülést, de Abby rajtakapja, és megfogadtatja vele, hogy ismét eljár a szenvedélybetegek összejöveteleire. Cleót felháborítja, hogy Benton a lakásán akarja elbújtatni Jesse barátnőjét, aki most a bandatagok bosszújától retteg, de később kénytelen belátni, hogy tényleg nála van a legnagyobb biztonságban a lány. Legaspi bevallja Weavernek, hogy nem pusztán barátságra vágyik. Greene és Corday New Yorkba utaznak, hogy egy agyspecialistával konzultáljanak Mark agydaganatával kapcsolatban. Legmerészebb reményeik válnak valóra, amikor az orvos azt állítja, hogy megfelelő technikai háttér mellett végzett sebészi beavatkozással a daganat eltávolítható. |
| 145    | 7x10 | 2001. január 4.    | (Piece of Mind / Újévi felismerések): Egy tekintélyét fitogtató apa balesetbe keveredik, amikor vezetés közben próbál a lelkére beszélni nehezen kezelhető kamasz fiának. A kórházban kiderül, hogy súlyos szívbeteg, és minél előbb meg kell műteni, de a férfi elsősorban amiatt van elkeseredve, hogy a fia komoly sérüléseket szenvedett, mert úgy gondolja, hogy a felesége idősebb fiuk halála miatt is őt okolja. Az asszony azonban hamar megbocsát, amikor kiderül, hogy férjének elég súlyos az állapota, és nemsokára apa és fia is megbékél egymással. Az agyműtétre vállalkozó Greene elfogadja egy orvos ajánlatát, és egy monitoron nyomonköveti a daganat eltávolítását. A lábadozás során az orvos, aki maga még soha nem volt kórházban, maradandó tapasztalatokra tesz szert a betegek helyzetéről. Benton megtudja, hogy unokaöccse gyilkosait elítélte a bíróság. |
| 146    | 7x11 | 2001. január 11.   | (Rock, Paper, Scissors / Kő, papír, olló): Corday ellen eljárás indul, mert egy műtét során olyan műszert használt, amelyet gyártója visszavont és a beteg megbénult. Cordayt annyira gyötri az eset, hogy amikor behozzák egy közúti baleset áldozatait, minden önbizalmát elvesztve Romanótól kér segítséget. Kovac a részeg sofőrt érzéstelenítés nélkül látja el. Az esetnek tanúja egy éppen a kórházban lábadozó püspök is, aki szemrehányást tesz az orvosnak. Legaspi és Weaver között elmélyül a viszony. Weaver nagyon jó jellemzést ad Carterről, ám nem is sejti, hogy az orvos majdnem megszegte a drogelvonó kezelésének szabályait. |
| 147    | 7x12 | 2001. február 1.   | (Surrender / Fegyverletétel): Weaver fél, hogy mit szólnak majd az emberek, ha kiderül, hogy Legaspival jár. Greene újra munkába áll, látszólag jól van, de nagyon hamar dühbe jön. Carter az elmulasztott kezelés miatt újra büntetésben van, nem nyúlhat kábítószerhez és emiatt az egyik betege majdnem meghal a szeme láttára. Egy illegális bevándorlók elleni razzia során tűz üt ki és számos menekültet kórházba kell szállítani. A zűrzavar tetőfokán Weaver Legaspitól vár vigaszt. |
| 148    | 7x13 | 2001. február 8.   | (Thy Will Be Done / Legyen meg a Te akaratod): Greene továbbra is nagyon furcsán viselkedik, egyre nehezebben viseli el mind a kollégáit, mind a betegeket. Weaver már alig tolerálja szokatlan viselkedését és azt fontolgatja, hogy alkalmassági vizsgálatra küldi. Corday pedig mindeközben az esküvőjüket tervezi. Carter meghívja Abbyt a nagymamája által szervezett jótékonysági estre. Kovac, miközben azon igyekszik, hogy ne legyen féltékeny, újra találkozik Stewart püspökkel, aki szteroidot kér tőle, hogy elláthassa a munkáját. |
| 149    | 7x14 | 2001. február 15.  | (A Walk in the Woods / Séta az erdőben): Utolsó sugárkezelése után Greene rájön arra, hogy az egészségügyi hatóságok érdeklődnek utána és teljes körű mentális és fizikai alkalmassági vizsgát írnak elő számára. Weaver megpróbálja kollégái előtt titkolni Legaspihoz fűződő kapcsolatát, de nagyon zavarják kedvese meleg barátai is. Carter egy olyan négyéves gyereket kezel, akit az édesanyja nem engedett beoltatni. Egy újabb találkozás Stewart püspökkel felébreszti Kovacban azokat a fájdalmas emlékeket, amelyeket minél mélyebbre próbált magában eltemetni. |
| 150    | 7x15 | 2001. február 22.  | (The Crossing / Tinédzser Anubisz): Egy súlyos vasúti baleset miatt mozgósítják a teljes osztályt. Carter, Kovac és Corday a helyszínen segíti a mentést, Benton pedig egy orvostanhallgatót is bevon a sérültek ellátásába. A balesetben több mint tízen vesztik azonnal életüket, ketten pedig a kórházban halnak meg. A mentés során Corday megsérül, és ezzel veszélyezteti a terhességét. |
| 151    | 7x16 | 2001. március 1.   | (Witch Hunt / Boszorkányüldözés): Weaver, aki retteg attól, hogy fény derül Legaspivel folytatott viszonyára, nem áll ki a barátnője mellett. Malucci beleavatkozik Greene egyik paciensének ügyébe és az ügynek verekedés lesz a vége. Abby egy légzési gondokkal bajlódó csecsemőn próbál segíteni. Carternek pedig új barátnője van. |
| 152    | 7x17 | 2001. március 29.  | (Survival of the Fittest / Természetes szelekció): A sürgősségi osztályon egymás mellé kerül egy frissen operált beteg, egy zavarodott elméjű asszony és egy sebesült rendőr. Az asszony megkaparintja a rendőr fegyverét. Carter úgy dönt, hogy békén hagyja a 19 éves Reenát, mert a lány túl fiatal hozzá, aztán mégis randevúra hívja… Corday hosszú órákon át dolgozik a műtőben, hogy megmentse egy beteg életét, Romano mégis azt állítja, hogy előrehaladott terhessége akadályozza abban, hogy teljesítse a feladatát. Ám amikor vége a műtétnek, az asszony ajándékot kap a főnökétől. |
| 153    | 7x18 | 2001. április 19.  | (April Showers / Áprilisi esők): Greene és Corday esküvőjének napján vihar tombol, a sürgősségi osztály orvosait egy szörnyű buszbaleset foglalja le. Carter Reena társaságában mégis elmegy az esküvőre. Weaver, aki nem kapott meghívást, Las Vegasba indul egy szakmai konferenciára. Greene lánya a heves esőzések miatt nem tud eljutni Chicagóba, a terhes Cordayt pedig komolyan felizgatja elvált szüleinek jelenléte. A rettenetes időjárás miatt egyik baleset követi a másikat, mindenki dolgozik, így Greene végül Kovac doktor tiszta ingében, egy mentőautóban érkezik meg a templomba. |
| 154    | 7x19 | 2001. április 26.  | (Sailing Away / Gyermeki dolgok): Abby megtudja, hogy anyja valahol Oklahomában rejtőzik egy motelban és nem hajlandó kifizetni a számláját, ráadásul távozni sem akar. Carter társaságában anyjáért indul, és mivel a zavarodott elméjű Maggie nem hajlandó repülni, autót bérelnek és úgy térnek vissza Chicagóba, ahol Maggie nagy mennyiségű altatót vesz be, és csak Kovac doktornak köszönhető, hogy sikerül újraéleszteni. Corday pedig hosszas vajúdás után egy szép kislánynak ad életet. |
| 155    | 7x20 | 2001. május 3.     | (Fear of Commitment / Minden eset egy külön történet): Benton meglátogatja az idősek otthonában egykori tanárát, aki a látogatás során rosszul lesz és kórházba kell szállítani. Benton vele tart a mentőautón, és a jármű útközben karambolozik. De szerencsére még időben eljutnak a kórházba. Weaver egyik betege különösebb, mint a másik. Először egy valamikori híres bábost akar ellátni, aki nem akarja megengedni, hogy kezeljék, majd egy kenguru kosztümbe öltözött férfin kell segítenie. Abby anyja, Maggie nem akar kórházba menni, és ezért a lánya bíróság útján szeretné elérni, hogy anyját gyógykezeljék. |
| 156    | 7x21 | 2001. május 10.    | (Where the Heart Is / Ahová a szíved húz): Cleo boldogan elvállalja, hogy vigyáz Reese-re, amikor Carla bokája kificamodik, csak arra nem gondol, milyen komoly feladat vigyázni egy süket kisgyerekre. A kisfiú keze megsérül és nem tudja használni a jelbeszédre. Carla természetesen Cleót hibáztatja. Weaver és Kovac reménytelen küzdelmet folytat, hogy megmentsen egy férfit, akit valaki elütött, miközben kereket cserélt a motorján. Jim halála után mentálisan sérült testvére nem tudja felfogni, mi történt gondozójával. Weaver nem tehet mást, elküldi a gyámját egy otthonba. Abby és Legaspi közösen találkoznak Abby anyjával, Maggie-vel, aki bejelenti, hogy Minneapolisba akar költözni és ott akar munkába állni. |
| 157    | 7x22 | 2001. május 17.    | (Rampage / Ámokfutás): Egy ámokfutó lövöldöző több mint egy tucat gyereket megsebesít, és a sebesülteket beviszik a sürgősségi osztályra. A felfordulás kellős közepén újabb sebesültet hoznak, aki közli, hogy AIDS-es és meg akar halni. A beteg vérét tartalmazó üveg összetörik és a vér Cleo kezére ömlik. Greene rájön, hogy a lövöldöző a szomszédja és pánikszerűen keresni kezdi Cordayt. Weaver váratlanul közli a döbbent Romanóval szexuális irányultságát és azzal fenyegeti meg, hogy feljelenti, mert elfogultan bánt Leagaspival. |